# Dispersão de Rayleigh

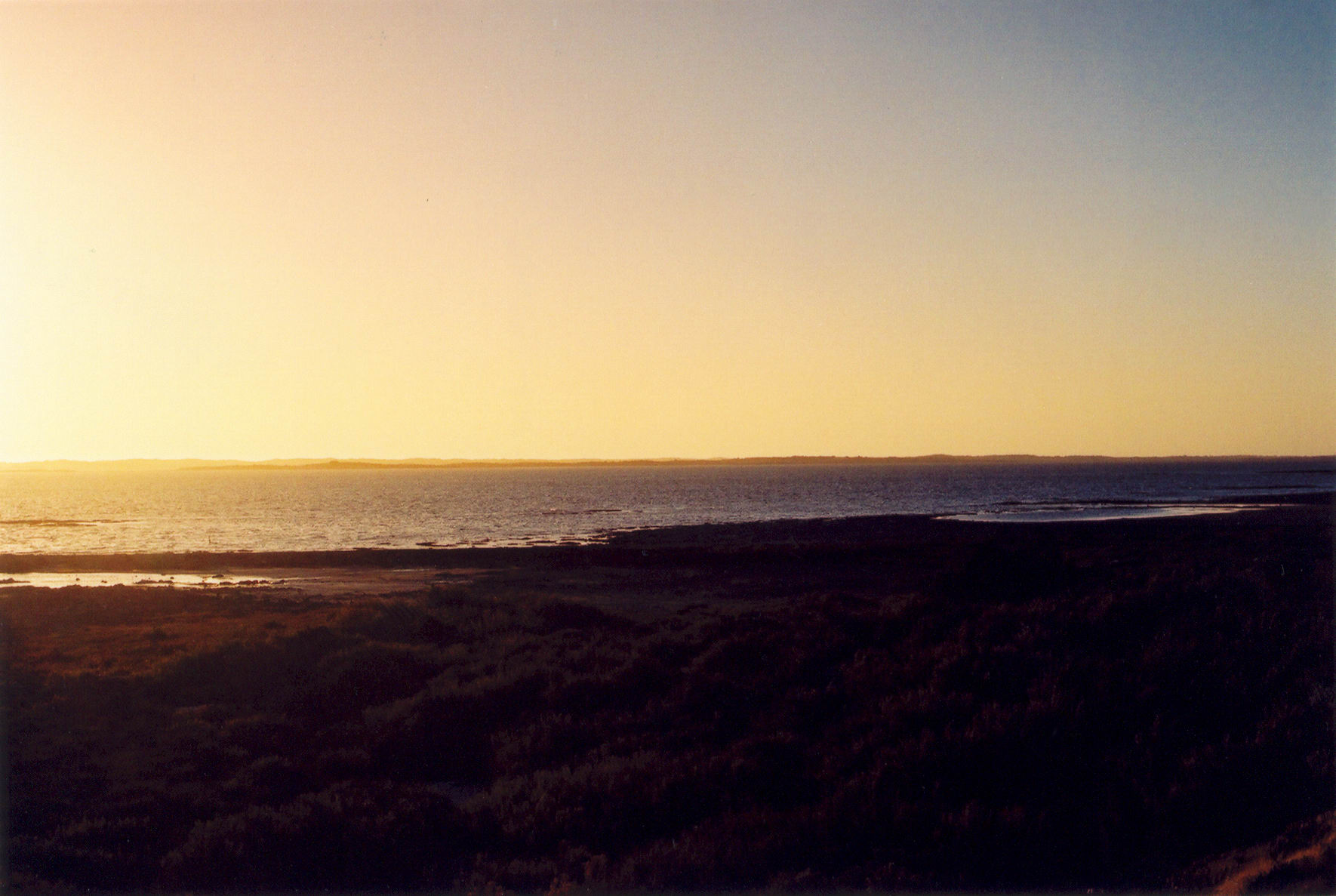
A dispersão de Rayleigh causa um avermelhamento do céu no pôr do Sol

A dispersão de Rayleigh (em homenagem a Lord Rayleigh) é a dispersão da luz ou qualquer outra radiação eletromagnética por partículas muito menores que o comprimento de onda dos fótons dispersados. Ocorre quando a luz viaja por sólidos e líquidos transparentes, mas se observa com maior frequência nos gases. A dispersão de Rayleigh da luz solar na atmosfera é a principal razão pela qual o céu é azul.
Se o tamanho das partículas é maior que o comprimento de onda, a luz não se decompõe em suas componentes cromáticas e todos os comprimentos de onda são igualmente dispersados, motivo pelo qual, ao atravessar uma nuvem, esta se vê como branca; o mesmo ocorrendo quando atravessa os grãos de sal e de açúcar. Para que a luz seja dispersada, o tamanho das partículas deve ser similar ou menor que o comprimento de onda.
O grau de dispersão de Rayleigh que sofre um raio de luz depende do tamanho das partículas e do comprimento de onda da luz, dependências expressas de fato no coeficiente de dispersão; a intensidade da luz dispersada depende inversamente da quarta potência do comprimento de onda, relação conhecida como Lei de Rayleigh-Jeans. A dispersão de luz por partículas maiores a um décimo do comprimento de onda se explica com a teoria de Mie, que é uma explicação mais geral da difusão de radiação electromagnética.

## História
Em 1869, tentando determinar se havia contaminantes restantes no ar purificado utilizado em experimentos com infravermelho, John Tyndall descobriu que a luz dispersa de partículas nanoscópicas era levemente azul. Ele presumiu que uma dispersão de luz solar similar resultava na tonalidade azul do céu, porém não conseguia explicar a preferência pela cor azul.
Dois anos depois, em 1871, Lord Rayleigh publicou dois artigos sobre a colorização e polarização da luz solar, para quantificar o efeito de Tyndall em gotículas de água em termos de pequenos volumes de partículas e índices refrativos. Em 1881, com a ajuda de James Clerk Maxwell e sua prova da natureza eletromagnética da luz de 1865, ele mostrou que suas equações seguiam o eletromagnetismo. Em 1899, ele mostrou que elas se aplicavam a moléculas individuais, com termos de volumes de partículas e índices refrativos trocados por termos de polarizabilidade molecular.

## Equacionamento
A intensidade I da luz dispersada por uma pequena partícula num feixe de luz de comprimento de onda λ e intensidade I0 é dada por:
{\displaystyle I=I_{0}\,{\frac {1+\cos ^{2}\theta }{2\,R^{2}}}\left({\frac {2\pi }{\lambda }}\right)^{4}\left({\frac {n^{2}-1}{n^{2}+2}}\right)^{2}\left({\frac {d}{2}}\right)^{6}}
Onde R é a distância à partícula, θ é o ângulo de dispersão, n é o índice de refração da partícula e d é o diâmetro da partícula.
No caso de luz polarizada (e não se pode generalizar) também podemos expressar:
{\displaystyle I=I_{0}\,|\sigma (\theta ,\phi )|^{2}\,{\frac {(2\pi )^{2}}{(\lambda R)^{2}}}}
{\displaystyle \sigma (\theta ,\phi )=A(\theta )\operatorname {sen} {\phi }\,{\hat {e}}_{\phi }+B(\theta )\cos {\phi }\,{\hat {e}}_{\theta }}
Onde agora a parte dos símbolos anteriores temos o coeficiente de dispersão σ, e os ângulos em coordenadas esféricas θ e Φ. Onde seus vetores unitários se definem referidos ao plano que definem o vetor que contém a direção de propagação da radiação e o vetor que contém a direção da polarização da onda incidente. A parte temos os coeficientes da matriz de Lennard-Jones perpendicular A(θ) e paralelo B(θ) ao plano de dispersão.
A distribuição angular da dispersão de Rayleigh, que vem a ser dada pela fórmula (1+cos²θ), é simétrica no plano perpendicular à direção da luz incidente, portanto a luz dispersada iguala-se à luz incidente. Integrando a área da esfera que cerca una partícula obtemos a seção de choque da dispersão de Rayleigh, σs:
{\displaystyle \sigma _{s}={\frac {2\pi ^{5}}{3}}{\frac {d^{6}}{\lambda ^{4}}}\left({\frac {n^{2}-1}{n^{2}+2}}\right)^{2}}
O coeficiente de dispersão para um grupo de partículas é o número de partículas por unidade de volume N vezes a seção transversal. Como em todos os efeitos de onda, na dispersão incoerente as potências são somadas aritmeticamente, ainda que na dispersão coerente (como acontece quando as partículas estão muito próximas umas das outras) os campos são somados aritmeticamente e a soma deve ser elevada ao quadrado, para obter a potência final.

## Por que o céu é azul?

Observe o intervalo de comprimentos de onda que o ser humano pode enxergar através do olho.

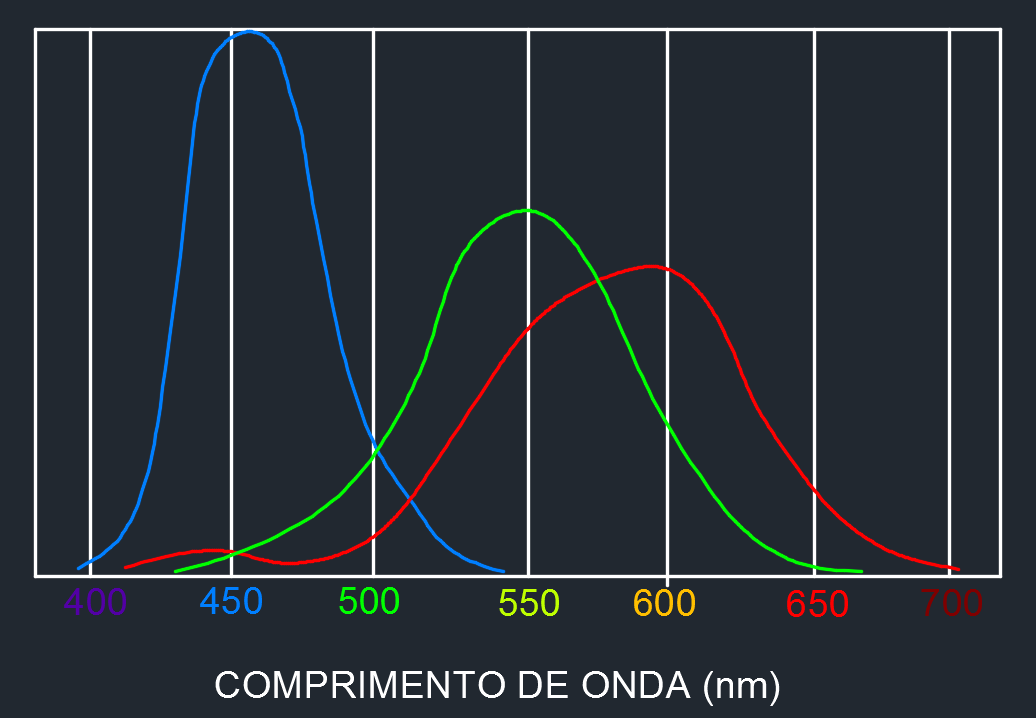
Gráfico que mostra a comparação das cores às quais os nossos olhos tem maior sensibilidade quando sob efeito do espalhamento. Note que o olho humano é muito mais sensível ao azul do que ao verde e ao vermelho.

Primeiramente, deve-se salientar que a explicação para esse fenômeno envolve muitos conhecimentos especializados, tais como, a fisiologia do olho humano, a nossa percepção às cores, bem como o processo físico que tem o nome de “espalhamento”. Como as cores que enxergamos fazem parte de uma pequena parcela do espectro eletromagnético, a qual compreende os tamanhos de, aproximadamente, 380 a 720 nm de comprimento de onda (violeta a vermelho, respectivamente), existem algumas que são mais espalhadas do que outras, o que podemos concluir apenas observando a equação mostrada anteriormente: a intensidade da luz varia com λ−4, ou seja, para comprimentos de onda pequenos, como é o caso do violeta (~400 nm) e azul (~450 nm), há um maior espalhamento em relação ao resto da luz visível, ainda sendo o do violeta maior que o do azul. Nesse momento, surge a dúvida "mas por que enxergarmos o céu com coloração azul se há, de fato, um maior espalhamento de ondas de cor violeta?". Isso se explica pelos outros dois fatores salientados anteriormente: a fisiologia do olho humano e a nossa percepção às cores. O conjunto olho humano-cérebro é o responsável por enxergarmos a coloração azulada, pois no olho existem células chamadas "cones", que nos dão a possibilidade de percepção das diferentes cores, e são muito mais sensíveis ao vermelho, verde e, principalmente, ao azul. Por causa dessa característica, é possível entender o porquê de enxergarmos o céu com a coloração azulada, ao invés da roxa.
O céu de outros planetas também sofre o efeito do espalhamento. Marte, por exemplo, tem o céu variando desde a cor cinza até rosa alaranjada, devido ao fato de a atmosfera marciana ser muito rarefeita e empoeirada. Isso foi confirmado pelos módulos de pouso das sondas espaciais, norte-americanas, Viking nos anos de 1970 e pelos “rovers” (pequenos carrinhos) norte-americanos Spirit e Opportunity em 2004. O espalhamento de luz atmosférica é dominado não pelas moléculas de gás (no caso de Marte a maior parte delas é dióxido de carbono), mas por partículas de poeira que estão em suspensão. Essas partículas são maiores do que os comprimentos de onda da luz visível e elas são avermelhadas, pelo óxido de ferro, como o solo marciano. Não é apenas espalhamento Rayleigh, de modo que o espectro de potência é diferente.

### E de fora do planeta, enxergamos a Terra de que cor?
O primeiro ser humano a ir ao espaço foi o russo Yuri Gagarin e isso aconteceu no dia 12 de abril de 1961. Gagarin permaneceu 1 hora e 48 minutos circulando em torno da Terra a bordo de uma pequena cápsula chamada Vostok 1, a uma altitude de máxima de 327,7 quilômetros. Olhando a Terra a partir do espaço Gagarin disse uma frase que ficou célebre:  “A Terra é azul”. Essa resposta, entretanto, não é óbvia, visto que a origem dessa cor é bem diferente da cor azul que vemos quando estamos no solo terrestre. O efeito dominante que faz com que, do espaço, vejamos nosso planeta azul é a maior absorção de longos comprimentos de onda pelos oceanos terrestres, fazendo com que as ondas de menor comprimento, principalmente aquelas que correspondem ao azul, sejam refletidas até os olhos de quem observa o planeta do espaço. São os oceanos terrestres (71% da superfície da Terra é coberta por superfícies líquidas) que dão a ela a cor azul, quando é vista por alguém que está no espaço.

## Observações
Cabe destacar que, apesar do uso do termo fóton, a lei de dispersão de Rayleigh foi desenvolvida antes do desenvolvimento da mecânica quântica e portanto, não se baseia fundamentalmente na teoria moderna sobre a interação da luz com a matéria. Não obstante, a dispersão de Rayleigh é uma boa aproximação da forma pela qual a luz é dispersada por partículas muito menores que seu comprimento de onda.